# Купертино
Купертино (енгл. Cupertino) град је у америчкој савезној држави Калифорнија. По попису становништва из 2020. године у њему је живело 60.381 становника.

## Демографија
Према попису становништва из 2010. године у граду је живело 58.302 становника, што је 7.756 (15,3%) становника више него 2000. године.
| Група             | 2000.          | 2010.          |
| Белци             | 24.181 (47,8%) | 17.085 (29,3%) |
| Афроамериканци    | 347 (0,7%)     | 344 (0,6%)     |
| Азијати           | 22.462 (44,4%) | 36.895 (63,3%) |
| Хиспаноамериканци | 2.010 (4,0%)   | 2.113 (3,6%)   |
| Укупно            | 50.546         | 58.302         |